# Димитър Николов (актьор)
Димитър Николов е български театрален и филмов актьор, който е известен с ролите си на Христо в „Христо“, Жоро в „Доза щастие“ и други.

## Биография
Николов е роден на 6 март 1992 г.
Като тийнейджър учи в актьорската школа МОНТФИЗ.
Завършва Първата английска езикова гимназия през 2011 г. и НАТФИЗ „Кръстьо Сарафов“ със специалност „Актьорско майсторство за драматичен театър“ в класа на проф. Иван Добчев през 2015 г.
След дипломирането си играе в различни представления на сцените на Драматичния театър „Н. О. Масалитинов“ в град Пловдив, Драматичния театър „Стефан Киров“ в град Сливен, театър „Сълза и смях“, Театрална работилница „Сфумато“, а от 2015 г. е в трупата на Народния театър „Иван Вазов“.
Николов играе в множество филми и сериали, сред които са „Христо“, „Безкрайната градина“, „Живи комини“, „Далеч от брега“, „Засукан свят“, „Дяволското гърло“, „Доза щастие“, „The Wheels of Heaven“ и други.

## Филмография
Късометражни филми
- „Chain“ (2014) – Диян
- „Maika mi calling“ (2015) – Филип
- „Стопанинът от къщата“ (2015) – Константин
- „Дрехи“ (2016)
- „Преди да заспя“ (2017) – Светослав
- „Mooie Alexander“ (2019) – Иван
- „Оттук дотук“ (2021) – Явор

Пълнометражни филми
- „Христо“ (2016) – Христо
- „Безкрайната градина“ (2017) – Виктор
- „Живи комини“ (2018) - Ангел
- „Далеч от брега“ (2018)
- „Доза щастие“ (2019) – Жоро
- „Рая на Данте“ (2021) – Момчил
- „Протеже на убиеца“ (2021) – Лукас Хейс
- „Изкустото да падаш“ (2022)
- „Блок“ (2023) – Виктор
- The Wheels of Heaven  – непознатият
- „Гунди – Легенда за любовта“ (2024) – Томи

Сериали
- „Дяволското гърло“ (2019) – Славчо
- „Забравена“ (2019) – Работник

## Награди и номинации
1. 2016 – Награда „Златна роза“ за най-добра мъжка роля на Христо в едноименния филм.
2. 2019 – Награда за фондация „Стоян Камбарев“[5][6][7][8]